# Kiril Metkov
Kiril Metkov (1965. február 1. –) bolgár válogatott labdarúgó.

## Nemzeti válogatott
A bolgár válogatottban 9 mérkőzést játszott.

## Statisztika
| Bolgár válogatott | Bolgár válogatott | Bolgár válogatott |
| Időszak           | Mérk.             | gól               |
| ----------------- | ----------------- | ----------------- |
| 1989              | 1                 | 0                 |
| 1990              | 0                 | 0                 |
| 1991              | 3                 | 0                 |
| 1992              | 2                 | 0                 |
| 1993              | 3                 | 0                 |
| Összesen          | 9                 | 0                 |